# Budynek Śląskiego Związku Bankowego przy ulicy Wita Stwosza 33-35 we Wrocławiu
Budynek Śląskiego Związku Bankowego, późniejsza siedziba Deutsche Bank (1929-1945) a po 1945 Banku PKO BP – zabytkowy budynek znajdujący się na rogu ulic Wita Stwosza i Krowiej we Wrocławiu.

## Dom Pod Złotą Muszlą

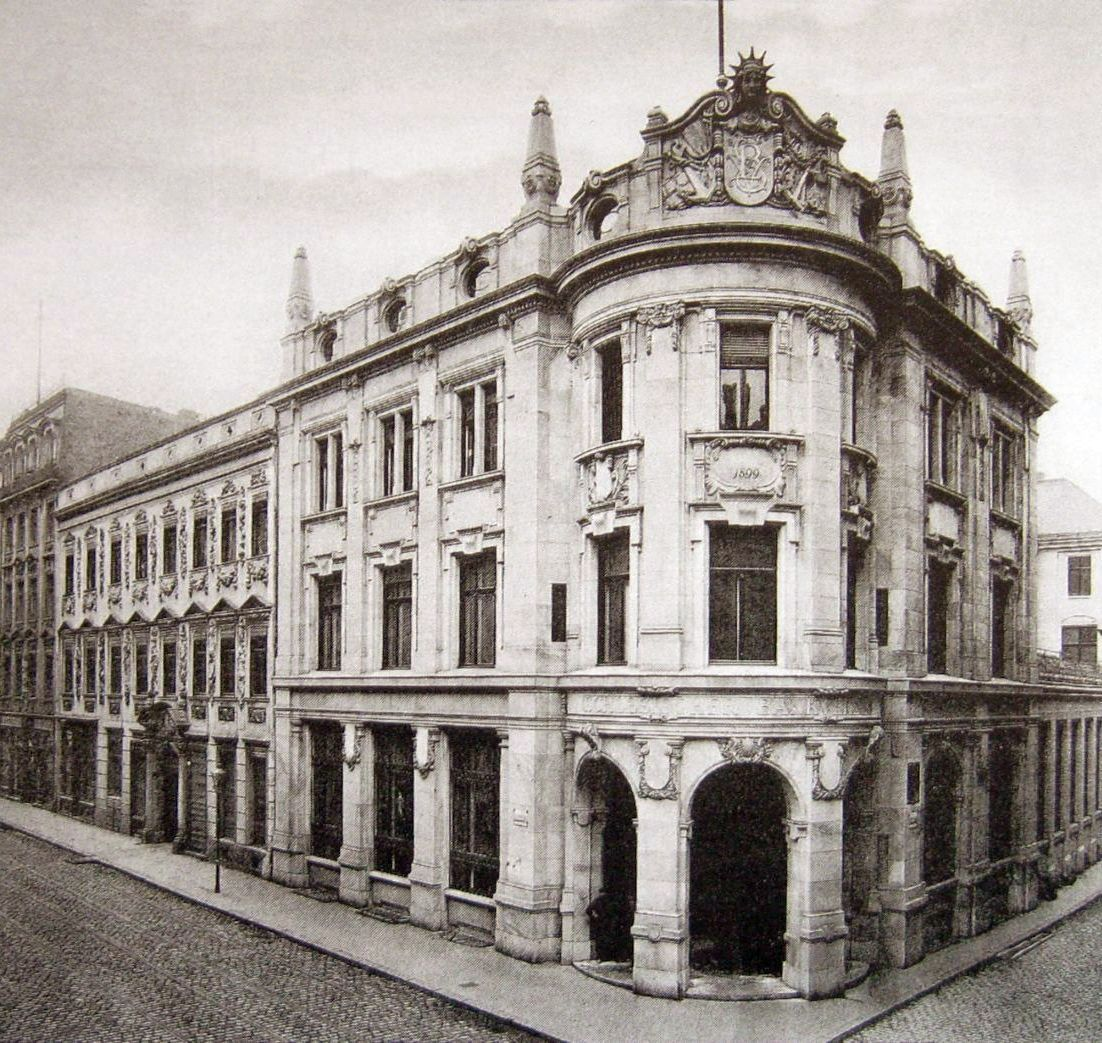
Budynek banku z ok. 1900 roku jeszcze przed rozbudową Po lewej widoczny Pałac Kospothów

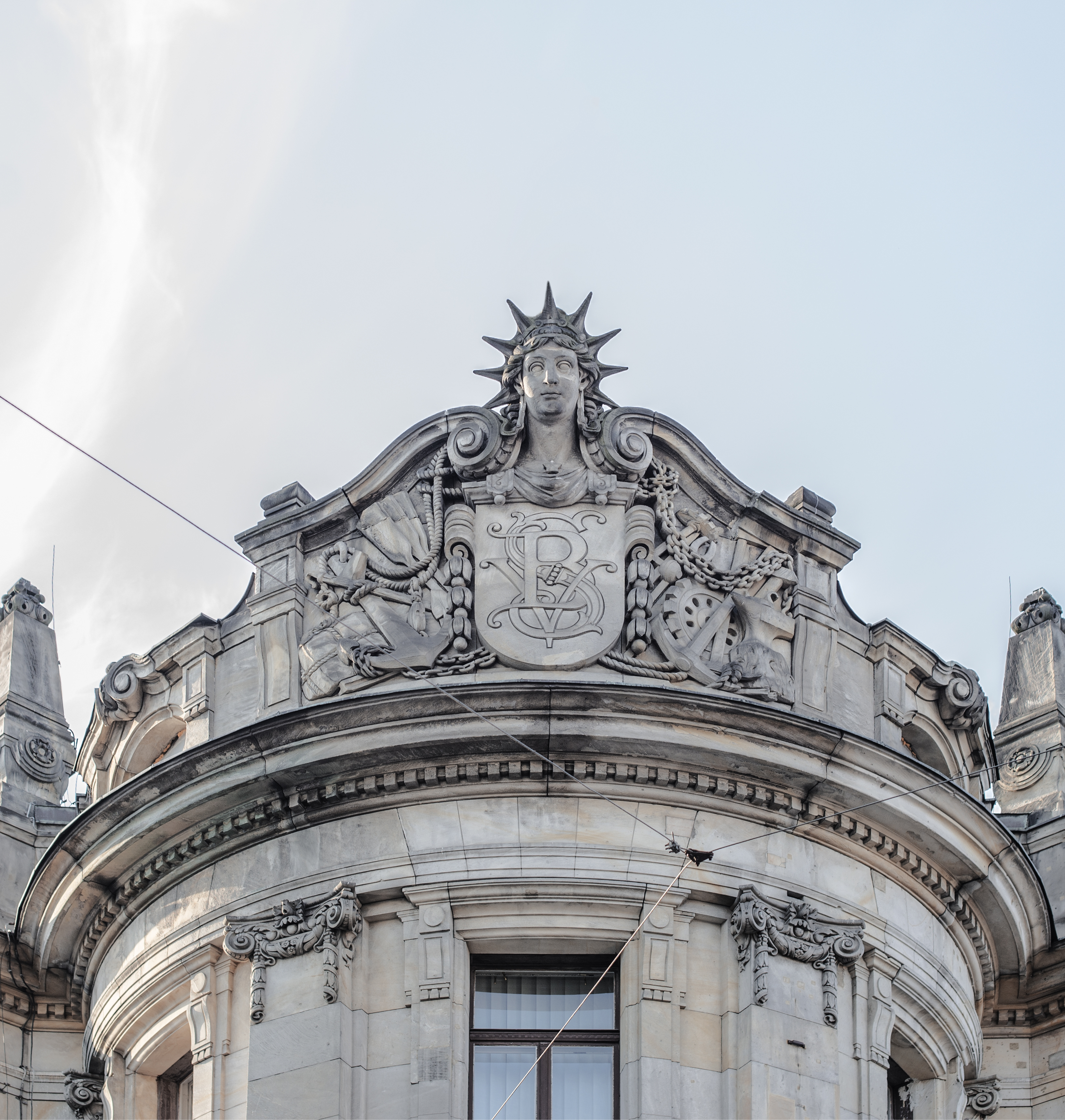
Kompozycja alegoryczna na szczycie narożnego ryzalitu

Pierwotnie na działkach 33 i 34 znajdowały się dwie XVII i XVIII wieczne kamienice. Kamienica nr 33 od 1810 roku znana była pod nazwą Domu Pod Złotą Muszlą (j. niem. "Goldene Muschel"). W 1815 roku urodził się w niej niemiecki malarz i grafik Adolf Menzel. W latach 1819–1822 była przebudowywana z inicjatywy właściciela, kupca A. G (C) Kobesa, według projektu przypisywanego Carlowi Langhansowi lub jego szkole. 

## Historia budynku
W 1898 roku Śląski Związek Bankowy (Schlesischer Bankverein), mający od 1858 roku swoją siedzibę w sąsiednim Pałacu Kospothów (ul. Wita Stwosza 35), wykupił obie działki i wzniósł, według projektu Wilhelma Martensa, swoją nową siedzibę. Prace budowlane prowadził Louis Ehrlich z Wrocławia. W 1899 roku zakończono pierwsze prace; wybudowano trzykondygnacyjny budynek narożny u zbiegu ul. Stwosza i Krowiej, z użytkowym poddaszem i płaskim dachem. Elewacja południowa liczyła sobie wówczas trzy osie a wschodnia od strony ul. Krowiej: dwie. W 1906 roku, po wykupie działki nr 35 i wyburzeniu pałacu Kospothów, przedłużono skrzydło południowe o kolejne pięć osi zachowując jednocześnie formy elewacji zaprojektowane przez Martensa. Autorem tych zmian był architekt E. Härtel, choć jak twierdzi Jan Harasimowicz rzeczywistym wykonawcą mógł być berliński architekt Jänisch. Fragmenty dekoracyjne dawnego pałacu Kospothów wmontowano w elewację od strony dziedzińca. 
W tym samym okresie rozbudowano skrzydła zachodnie i północne. W kolejnych latach budynek przechodził różne przebudowy i modernizacje. W latach 1920–1922 roku wykupiono kolejną działkę na ul. Krowiej 3 i powiększono skrzydło zachodnie według projektu spółki architektonicznej Gaze&Böttcher. Jej wyższe piętra były nieco cofnięte w stosunku do parteru co pozwoliło na zamontowanie świetlików dachowych oświetlające sale operacyjne. Elewacja z tej strony miała uproszczoną formę i zakończona była płaskim dachem dwuspadowym z prostymi oknami w poddaszu. Elewacja od strony dziedzińca była wyłożona licowaną biało-kremową cegłą maszynową.
Ostatecznie powstał czteroskrzydłowy budynek wykonany głównie w konstrukcji szkieletowej. W południowym skrzydle umieszczono główną klatkę schodową a na parterze tego skrzydła oraz w skrzydle wschodnim sale operacyjne i kasowe. W innych częściach budynku znajdowały się pomieszczenia biurowe, w górnych kondygnacjach mieszkalne a w podziemiach sejfy. Skrzydło południowe zakończone było wysoką attyką a fasada licowana piaskowcem ozdobiona była bogatymi detalami architektonicznymi wzorowanymi na renesansowych i barokowych formach. Zaokrąglony narożny ryzalit stanowił główny akcent formalny banku. Na wysokości fryzu belkowania wieńczącego parter umieszczony został napis "Schlesische Bankverein" a w ściance podparapetowej okna środkowego w bogatej oprawie rok wzniesienia banku "1899". Część szczytowa została ozdobiona alegorycznymi kompozycjami związanymi z przemysłem i transportem a między nimi umieszczono tarczę herbową z ozdobionym monogramem pierwszych liter nazwy banku S, B. V. Nad tarczą umieszczono rzeźbę głowy kobiety w promienistej koronie.
U dołu tego ryzalitu umieszczono reprezentacyjne wejście główne. Na parterze znajdowały się duże okna, wyposażone w kute kraty. Okna podzielono lizenami, które stanowiły podporę dla belkowania oddzielającego parter od pierwsze kondygnacji. Powyżej ustawiono pilastry wielkiego porządku, na końcu których umieszczono wydatny gzyms wieńczący, przechodzący w balustradę w formie attyki z owalnymi oknami będącymi jednocześnie źródłem światła dla poddasza. W narożnikach ustawiono kamienne obeliski.
Secesyjna architektura budynku z elementami renesansowymi i barokowymi wpisywała się w nurt tzw. pałaców bankowych.

## Po 1945
Działania wojenne w 1945 roku nie uszkodziły głównej części budynku. W latach 60. XX wieku budynek wyremontowano zachowując wcześniejsze formy architektoniczne. W dawnym banku swoją siedzibę do 2018 roku miał Bank PKO BP.